# 尊勝咒
尊勝咒（梵语转写：Vijaya Dhāraṇī），原稱大佛頂首尊勝陀羅尼或佛顶尊胜陀罗尼（Sarva Durgati Pariśodhana Uṣṇīṣa-vijaya Dhāraṇī），亦名淨除一切惡道佛頂尊勝陀羅尼，出自於《佛頂尊勝陀羅尼經》及相關經典的佛教咒語 。由釋迦牟尼佛為救度善住天子所宣說，也爲八十八殑伽沙俱胝百千諸佛共同宣說，另宋代法天譯《佛說一切如來烏瑟膩沙最勝總持經》謂此咒亦爲無量壽佛向觀世音菩薩宣說。
唸誦尊勝咒之修法稱為「尊勝法」，常以尊勝佛頂（藏傳佛教稱為尊勝佛母གཙུག་གཏོར་རྣམ་རྒྱལ་མ།）為本尊。

## 緣起
在佛陀時代，一位在天界的善住天子，有一天突然聽到一個聲音，告訴他福報即將享盡，七日後死亡，並且會先轉生畜生道，而後又再墮落地獄道受種種苦刑，之後再投胎在卑賤的人家，如此接连转生受恶报。善住天子聽後非常驚恐，趕忙去向帝釋天主求救；帝釋天主入定觀察確認後，趕忙再向釋迦牟尼佛求救。佛陀知道後，便傳下了“尊勝咒”，而善住天子依佛陀的指示，連續持誦六日六夜後，終於淨除了過去世所造的種種罪業，增福增壽，並得到釋迦牟尼佛的摩頂授記。

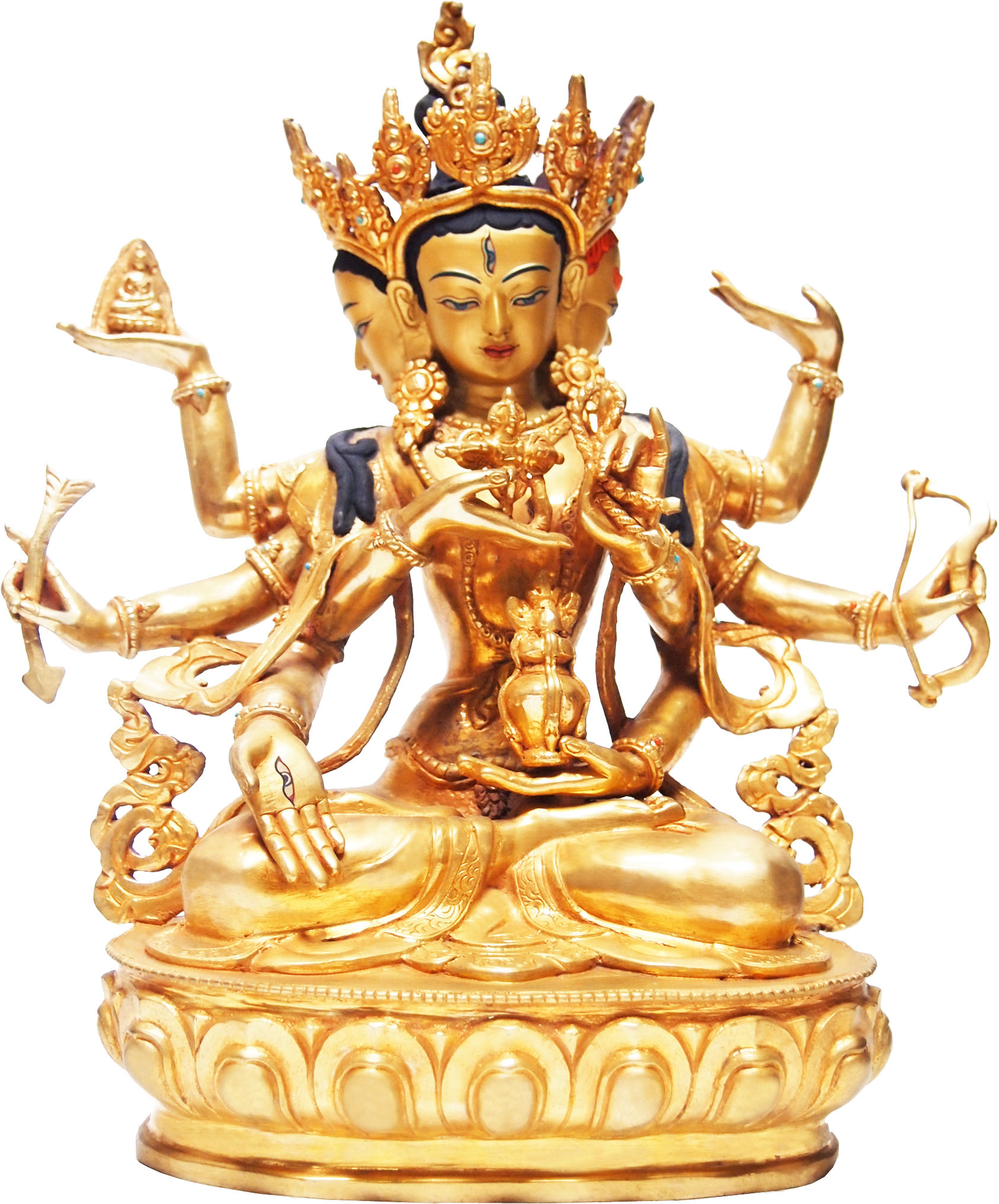
藏傳風格的尊勝佛母像

## 翻譯
《佛頂尊勝陀羅尼經》是由罽賓國沙門佛陀波利於682年帶到中國長安。由於當時唐朝的法律規定，必須得到皇帝的批准才可將梵文佛經翻譯成中文，當唐高宗得到梵文本《佛頂尊勝陀羅尼經》後，立刻交予日照三藏法師等人翻譯，並一度想將經本禁在宮內不得外傳，經佛陀波利百般請求，唐高宗只好將梵文本經書歸還，佛陀波利又與順貞法師於西明寺共同翻譯，方使佛頂尊勝陀羅尼流傳於中土。

## 功用及信仰
依《佛頂尊勝陀羅尼經》記載，其中主要有三大功用，爲「滅惡業、離地獄、增福壽」。
經文中還提到，只要身體沾到從尊勝陀羅尼幢幡上落下的灰塵，或是被尊勝陀羅尼幢幡的影子映在身上，便可得到尊勝咒的加持，不受地獄、餓鬼、畜生、阿修羅等惡道之苦，並可得到諸佛的授記，得不退轉。因此許多高僧大德便發願建造「尊勝幢」，在中國唐代因《佛頂尊勝陀羅尼經》之流行而發展出石經幢之型制，也衍生出其他經咒的經幢；也發展出「尊勝陀羅尼被」（俗稱「往生被」、「陀羅尼被」）這項佛教文物，讓亡者可以因為尊勝咒的加持而往生善處。
唸誦尊勝咒之修法稱為「尊勝法」，相傳蒙古俺答汗曾祈請第三世达赖喇嘛為其修持尊勝法以求病體康復，達賴喇嘛駐錫之寺院達蘭薩拉尊勝寺因此事件命名；又相傳日本第13世天台座主尊意曾依此法祈雨靈驗而受朝野尊重。

### 國家信仰
在唐代，尊勝咒是佛教徒間最流行唸誦的咒語；甚至大曆十一年（776年）時，唐代宗更下達詔書，命令全國僧尼每日須持誦尊勝咒21遍，並於每年的正月初一，向皇帝匯報去年全國僧尼持誦的總數。
而在貞觀二年（860年），日本清和天皇也下了相同的詔令，可見尊勝咒受重視的程度。

## 持誦方法
誦咒時，觀想心月輪上，有一白色梵文種子字“vaṃ”（वँ），或“khaṃ”（खँ），放光普照一切眾生，觸此光者，業障消滅，身心清涼，得大智慧。

## 佛頂尊勝陀羅尼經偈
傳說文殊菩薩引化西域尊者佛陀波利返回印度，將《佛頂尊勝陀羅尼經》帶來東土中國傳揚，對此公案有“佛頂尊勝陀羅尼經偈”曰：

|  | 西域尊者往東來， 卻被文殊化引開； 東土若無尊勝咒， 孤魂難以脫塵埃。 |

## 咒語全文
佛頂尊勝陀羅尼（原譯版，佛頂尊勝陀羅尼注義-不空三藏譯版）
Uṣṇīṣa Vijaya Dhāraṇī （佛頂尊勝陀羅尼梵文原文，不空譯版) 

namo bhagavate trailokya prativiśiṣṭaya buddhāya bhagavate.

tadyathā, om, viśodhaya viśodhaya, samâsama

samantāvabhāsa-spharaṇa gati gahana svabhāva viśuddhe,

abhiṣiñcatu mām. sugata vara vacana amṛtâbhiṣekai.

āhara āhara āyuḥ saṃ-dhāraṇi. śodhaya śodhaya gagana viśuddhe.

uṣṇīṣa vijaya viśuddhe sahasra-raśmi sam-codite.

sarva tathāgatâdhiṣṭhānādhiṣṭhita mahā-mudre.

vajra kāya sam-hatana viśuddhe.

sarvāvaraṇâpāyanagati pariviśuddhe, prati-nivartaya āyuḥ śuddhe.

samayâdhiṣṭhite. maṇi maṇi mahāmaṇi.

tathatā bhūta-koṭi pariśuddhe. visphuṭa buddhi śuddhe.

jaya jaya, vijaya vijaya. smara smara, sarva buddhâdhiṣṭhita śuddhe,

vajri vajra garbhe vajram bhavatu mama śarīram.

sarva sattvānām ca kāya pariviśuddhe. sarva gati pariśuddhe.

sarva tathāgata samāśvāsâdhiṣṭhite.

budhya budhya, bodhaya bodhaya, śuddhe.

नमो भगवते त्रैलोक्य प्रतिविशिष्ठाय बुद्धाय भगवते।

ताद्यथा, ॐ, विशोडाय विशोडाय, समसाम
समन्तावाभास-स्फारणं गति गाहना स्वभाव विशुद्धे, २.
अभिषिञ्चतु mām.   सुगता वर वचनं अमृताभिषेकै ।
आहर आहर आयुः संधारिणी ।   शोधाय शोधाय गगण विशुद्धे ।
उष्णीष विजयाय विशुद्धे सहस्र-रश्मि सं-कोदिते ।
all tathāgatâdhiṣthanadhistita महामुद्रे ।
वज्र काय सं-हतन विशुद्धे ।
सर्वावरणापयनगति परिविशुद्धे, प्रतिनिवर्ताय आयुः शुद्धे ।
समयाधिष्ठिते ।   मणि मणि महामणि ।
तथाता भूतकोटि परिशुद्धे ।   विस्फूटा बुद्धि शुद्धे ।
जय जय, विजय विजय।   स्मर स्मर, सर्व बुद्धाधिष्ठित शुद्धे, २.
वज्री वज्र गर्भे वज्रं भवतु मम शारिरम् ।
वयं सर्वे सत्वनाम् यथा परिविशुद्धे |   सर्वे सज्जाः परिसुद्धे।
सर्व तथागत समश्वसधिष्ठिते ।

## 外部連結
- 尊勝陀羅尼咒音注音版

- https://www.dharanipitaka.com/MSadhana/UsnisaVijayaDharaniRBAsadhana.pdf （页面存档备份，存于） 佛頂尊勝陀羅尼念誦儀軌法（馬來西亞萬撓佛教會）
- 尊勝陀羅尼念誦音頻MP3（馬來西亞萬撓佛教會） （页面存档备份，存于）
- https://web.archive.org/web/20180306142714/http://usnisa_vijaya.tripod.com/web/ 佛顶尊勝陀罗尼经（中文/English/Malay）